# 呉メイリン
呉 メイリン（呉美鈴）（ごう めいりん、1978年3月26日- ）は、日本の元女優である。本名、呉 美鈴（ごうめいりん）（ご・めいりん）。

## 出演

### テレビドラマ
- ドラマ人間模様『愛と砂丘の街』（1983年、NHK大阪）
- 新・なにわの源蔵事件帳「エレキ恐るべし」（1984年、NHK大阪）
- 妻そして女シリーズ『くれなゐ』（1984年、毎日放送）
- 連続テレビ小説『心はいつもラムネ色』（1985年、NHK大阪）
- 明治撃剣会（1985年、朝日放送） - 第39回文化庁芸術祭参加作品
- 連続テレビ小説『はっさい先生』（1987年、NHK大阪）規子（森庄の長女）役
- 東芝日曜劇場『夏の埋み火』（1988年、毎日放送）
- 『いい話みつけ旅』#14 （1988年、ABC 朝日放送）まどか 役
- 朝の連続ドラマ『花らんまん』（1988年、読売テレビ）
- ドラマスペシャル『もどり橋 THE BRIDGE OF RESURRECTION』（1988年、NHK大阪）コマダリエ 役
- 妻そして女シリーズ『ぐるめ家族』（1988年、毎日放送）岡田 玲 役
- 関西テレビ青少年育成事業団10周年記念番組『お母さんの忘れもの』香月 役（1988年、関西テレビ）
- 新・部長刑事 アーバンポリス24 第1話 - 第106話（1989年 - 1992年、ABC 朝日放送）- 柚木厚子（柚木部長刑事の娘）役
- 妻そして女シリーズ『家政婦日記』（1990年、毎日放送）百合香 役

### バラエティ
- ダウンタウンのゆーたもん勝ち（1988年）

### 映画
- 白い野望（1986年）一色春香 役
- メイリン★アドベンチャー（1989年）メイリン 役　※8mm作品
- ぷるぷるパニック 妖精大混乱（1990年）明日美 役

### CM
- 宇治茶
- タカキベーカリー
- ジョインジュース
- アート引越センター
- 東建
- 正露丸
- 松下住宅資材
- 大阪ガス
- 関西電力
- クラレカーペット
- イトーキ学習机
- 東洋シヤッター
- 人形の島津

### 舞台
- 『不思議の国のアリス』（1985年、劇団あすなろ公演）
- 『ピノキオ』（1986年）
- 『トムソーヤの冒険』（1987年）
- 『鏡のかけら』（1988年）
- 『白いライオン』（1989年）
- 『西遊記』（1990年）

### 書籍
- 『FRAME IN』（1989年、ICS編集企画室）
- 『NIPPONアイドル探偵団』（1991年、JICC出版局）
- 『NIPPONアイドル探偵団』（1992年、JICC出版局）

## 参考
- http://kamo.pncn.net/bbs/drama/drama.cgi?mode=res&no=227
- http://talent-schedule.jp/Drama_24521
- http://talent-schedule.jp/Drama_24189
- http://csgyao.com/roadshow/sakuhin/?id=17631
- https://jp.linkedin.com/in/meiling-go-80b38b213